# Mildred Wiley
Mildred Olive Wiley (Taunton, 3 dicembre 1901 – Falmouth, 7 febbraio 2000) è stata un'altista statunitense, vincitrice della medaglia di bronzo ai Giochi olimpici di Amsterdam nel 1928.

## Biografia
Vinse una medaglia di bronzo nella sua disciplina, posizionandosi dietro Ethel Catherwood (medaglia d'oro) e l'olandese Carolina Gisolf a cui andò l'argento.
Morì nello stato del Massachusetts all'età di 98 anni, Bob Dee, il giocatore di football americano è suo figlio.

## Palmarès
| Anno | Manifestazione  | Sede      | Evento        | Risultato | Prestazione | Note |
| ---- | --------------- | --------- | ------------- | --------- | ----------- | ---- |
| 1928 | Giochi olimpici | Amsterdam | Salto in alto | Bronzo    | 1,56 m      |      |